# Antarah ibn Shaddad
Antarah ibn Shaddad (în arabă: عنترة بن شداد العبسي, Antarah ibn Shaddād al-ʿAbsī; n. 525 – d. 608) cunoscut și sub numele de Antar, a fost un poet și războinic arab din epoca preislamică. A devenit celebru, atât ca poet datorită poeziei sale, cât și prin viața aventuroasă pe care a avut-o.
S-a născut la Najd în Arabia Saudită. Tatăl lui era Shaddād al-'Absī, un războinic respectat al lui Abs Banu, înainte de Zuhayr. Mama lui a fost o femeie etiopiană pe nume Zabūba.
Antarah ibn Shaddad a atras atenția și respectul pentru sine prin calitățile sale remarcabile, de a fi curajos în luptă, excelând ca un poet desăvârșit și un războinic puternic. Și-a câștigat libertatea, după ce un alt trib a invadat pământurile din 'Abs Banu. Tatăl său i-a spus: „apără tribul tău, O, 'Antar, și ești liber”. După ce a învins invadatorii, el a căutat să obțină permisiunea de a se căsători cu verișoara sa Abla. Povestea lui 'Antar și 'Abla a fost cântată în mod tradițional de Al- Asma'i, un poet de curte al lui Harun al-Rashid.
Poemele lui Antarah sunt publicate în Wilhelm Ahlwardt, în „Divanele celor 6 poeți antic”i - Londra 1870. De asemenea, au fost publicate și la Beirut în 1888. În ceea ce privește autenticitatea lor, cf.  W. Ahlwardt, Bemerkungen über  Die Aechtheit der Alten arabishen Gedichte - Greifswald 1872, pag. 55. Romantismul Antarah (Sirat ' Antar ibn Shaddād) este o lucrare care a fost mult timp transmisă prin tradiția orală, dar ulterior a fost publicată în 32 de volume, la Cairo 1307 (1889 d.Hr.).